# 泉南市消防本部
泉南市消防本部（せんなんししょうぼうほんぶ）は、かつて存在した大阪府泉南市の消防部局（消防本部）。管轄区域は泉南市（泉南市泉州空港南（関西国際空港本島泉南市域）を除く）。泉南市は、関西国際空港本島の消防事務を泉佐野市に委託していた。2013年4月からは泉州南消防組合に統合された。

## 概要
- 消防本部：泉南市信達市場2012-1
- 管内面積：48.24km2
- 職員定数：88人
- 消防署1カ所、出張所1カ所
- 主力機械（2006年12月31日現在）
  - 普通消防ポンプ自動車：3
  - 水槽付消防ポンプ自動車：2
  - はしご付消防自動車：1
  - 救急自動車：4
  - 救助工作車：1
  - 水難救助車：1
  - 司令車：1
  - 査察車：2
  - 広報車：3
  - 資機材搬送車：1

## 沿革
- 1965年4月　泉南町消防本部・泉南町消防署を設置する。
- 1966年5月　消防本部・消防署庁舎が竣工する。
- 1966年9月　救急自動車を消防署に配備する。
- 1970年7月　市制施行に伴い、泉南市消防本部・泉南市消防署に改称する。消防本部に課制を導入する。
- 1973年4月　救助工作車を消防署に配備する。
- 1973年11月　はしご付消防自動車を消防署に配備する。
- 1982年4月　東出張所を開設する。
- 1988年8月　電源照明車を消防署に配備する。
- 1990年3月　救急自動車を東出張所に配備する。
- 1992年4月　関西国際空港本島の消防事務を泉佐野市に委託する。
- 1995年2月　高規格救急自動車を消防署に配備する。
- 1998年12月　高規格救急自動車を東出張所に配備する。
- 2002年12月　消防本部公式Webサイトを開設する。
- 2013年4月　泉州南消防組合に統合される。

## 組織
- 本部－総務課、予防課、警防課
- 消防署－警備第1課、警備第2課

## 消防署
| 消防署       | 住所           | 出張所            |
| ------------ | -------------- | ----------------- |
| 泉南市消防署 | 信達市場2012-1 | 東：信達市場916-1 |